# 張汝懋
張汝懋（1561年—1640年），字懋之，號芝如，又號芝亭、南華老人，浙江紹興府山陰縣人，明朝政治人物。

## 生平
萬曆三十一年（1603年）癸卯科應天鄉試第七十三名舉人，四十一年（1613年）癸丑科三甲第六十五名進士。授休寧縣知縣，天啟元年（1621年）三月升福建道監察御史，六年（1626年）巡按江西，陳錢糧之弊，七年（1627年）三月升大理寺右寺丞，八月以殿工加賞，同年誣訐樊尚燝、房可壯、楊嘉祚貪黷，崇禎元年（1628年）八月冠帶閒住，二年（1629年）以逆案削籍為民，十三年（1640年）九月十六日卒。

## 家族
南宋張浚的後裔。曾祖張詔，贈吏部主事；祖父張天復，嘉靖二十六年進士，甘肅行太僕寺卿；父張元忭，隆慶五年狀元，左春坊左諭德兼翰林院侍讀。母王氏（封安人）。兄張汝霖（萬曆二十三年進士，福建按察司副使）。
次子張景華（字六符）。孫張培（字伯凝）、張㙄。
女張氏，嫁南京四川道監察御史陳煃次子陳至謙，夫年二十三歲而卒，子陳錫琦甫七歲，課子遊庠，且存心愷悌，舍槥數百以恤道殣，鄉里呈三院候旌表，張氏亟止之，曰：“騖名非婦所宜”，卒年六十四歲。